# Estouteville-Écalles
Estouteville-Écalles est une ancienne commune française située dans le département de la Seine-Maritime en Normandie, fusionnée depuis 2017 dans la commune de Buchy.

## Toponymie
Le nom de la localité est attesté sous les formes Estoutevillam vers 1210, Stotavilla vers 1135, Stuttevilla entre 1155 et 1178, Stutavilla entre 1172 et 1175.
Écalles : est attesté sous la forme Scalis fin du XIIe siècle. Ce toponyme représente le scandinave skali, « habitation temporaire », ou le vieil anglais scale.

## Histoire
Bombardements durant la Seconde Guerre mondiale, de janvier à mars 1944.

## Politique et administration
| Période                                  | Période  | Identité    | Étiquette | Qualité                        |
| ---------------------------------------- | -------- | ----------- | --------- | ------------------------------ |
| janvier 2017                             | En cours | Joël Savary |           | Réélu pour le mandat 2020-2026 |
| Les données manquantes sont à compléter. |          |             |           |                                |

| Période                                  | Période       | Identité    | Étiquette | Qualité |
| ---------------------------------------- | ------------- | ----------- | --------- | ------- |
| Les données manquantes sont à compléter. |               |             |           |         |
| mars 2001                                | décembre 2016 | Joël Savary |           |         |

## Démographie
L'évolution du nombre d'habitants est connue à travers les recensements de la population effectués dans la commune depuis 1793. Pour les communes de moins de 10 000 habitants, une enquête de recensement portant sur toute la population est réalisée tous les cinq ans, les populations de référence des années intermédiaires étant quant à elles estimées par interpolation ou extrapolation. Pour la commune, le premier recensement exhaustif entrant dans le cadre du nouveau dispositif a été réalisé en 2004.

En 2014, la commune comptait 519 habitants, en évolution de +9,96 % par rapport à 2008 (Seine-Maritime : +0,35 %, France hors Mayotte : +2,11 %).
| 1793 | 1800 | 1806 | 1821 | 1831 | 1836 | 1841 | 1846 | 1851 |
| ---- | ---- | ---- | ---- | ---- | ---- | ---- | ---- | ---- |
| 79   | 95   | 89   | 58   | 166  | 162  | 307  | 311  | 309  |

| 1856 | 1861 | 1866 | 1872 | 1876 | 1881 | 1886 | 1891 | 1896 |
| ---- | ---- | ---- | ---- | ---- | ---- | ---- | ---- | ---- |
| 327  | 303  | 319  | 341  | 318  | 285  | 303  | 290  | 270  |

| 1901 | 1906 | 1911 | 1921 | 1926 | 1931 | 1936 | 1946 | 1954 |
| ---- | ---- | ---- | ---- | ---- | ---- | ---- | ---- | ---- |
| 297  | 319  | 311  | 274  | 293  | 268  | 282  | 235  | 228  |

| 1962 | 1968 | 1975 | 1982 | 1990 | 1999 | 2004 | 2006 | 2009 |
| ---- | ---- | ---- | ---- | ---- | ---- | ---- | ---- | ---- |
| 272  | 300  | 330  | 273  | 265  | 374  | 478  | 487  | 464  |

| 2014 | - | - | - | - | - | - | - | - |
| ---- | - | - | - | - | - | - | - | - |
| 519  | - | - | - | - | - | - | - | - |

## Culture locale et patrimoine

### Lieux et monuments
- Église de la Sainte-Trinité.
- Église Saint-Martin (Saint-Martin-du-Plessis).
- Ancien château de la famille d'Estouteville du XVe siècle démoli en 1845. Il n'en subsiste que les écuries, le colombier, un pressoir à cidre et une remise de la seconde moitié du XVIIIe siècle[10].

Le château fut le centre de la seigneurie d'Estouteville, puis en 1534 du duché d'Estouteville au mariage de la dernière représentante de la famille Adrienne (1512-1560) avec François Ier de Bourbon-Saint-Pol et passa par mariage en 1563 aux Orléans-Longueville où il s'éteignit en 1707.

### Personnalités liées à la commune
- Famille d'Estouteville.